# Martín della Torre
Martino Della Torre († Lodi, 1263) fue un condotiero italiano y señor de Milán entre 1257 y 1259.

## Biografía
Martino Della Torre era sobrino de Pagano, que fue el que estableció el poder de la familia Della Torre en Milán. En 1241 se opuso a la candidatura como podestà de la ciudad de Paola Soresina.
La vida política de la ciudad estaba polarizada entre los partidarios de la aristocracia y los del pueblo llano, hasta que estalló la guerra civil.  La guerra acabó con la Tregua de Parabiago (28 a 29 de agosto de 1257), en la que Martino fue elegido por el Consejo General de Milán, gracias a que era líder del partido popular.  Inmediatamente tras ser elegido quedó vacante la plaza de arzobispo de Milán.  Martino se opuso a la consagración de Otón Visconti como Arzobispo de Milán.
Los Visconti eran una familia de la pequeña nobleza que estaba prosperando en sus negocios y comenzaba a rivalizar con los Della Torre para arrebatarles el poder.  Después de derrotar a los partidarios de los Visconti, Martino recibió también el gobierno de Novara.  Aunque este triunfo fue muy efímero, pues el cargo eclesiástico quedó sin cubrir hasta que en 1262 el Papa, sin ninguna oposición, nombró a Otón.
Por otra parte, los Visconti derrotados consiguieron que algunos nobles de la oposición se aliaran con el líder gibelino Ezzelino III da Romano.  Ezzelino había sido o era potestà de Vicenza, Verona y Padua, y aprovechando esta alianza decidió lanzar una ofensiva contra la liga güelfa dirigida por Martino en Lombardía.  En 1259 asaltó el castillo de Priora, cerca de Vicenza, y mutiló a todos sus defensores.  Pero después fracasó en el asalto a Milán y el propio Ezzelino fue herido por una flecha en la batalla de Cassano d’Adda (27 de septiembre de 1259) y capturado poco después cerca de Bérgamo.  Gracias a esta victoria Martino obtuvo los Señoríos de Lodi, Como, Vercelli y Bérgamo
Martino della Torre murió en Lodi en 1263.
| Predecesor: Pagano II della Torre | Señor de Milán 1257 - 1259 | Sucesor: Felipe della Torre Oberto Pelavicino |